# Китино кале
Китино кале или само Кале (на македонска литературна норма: Китино кале) е крепост, съществувала през бронзовата епоха, желязната епоха и средновековието, разположена източно над град Кичево, Република Македония.

## Характеристики
Според легендите името си крепостта получава от името на княгинята Кита, сестрата на Крали Марко, която живеела в двореца на калето. Кичево в онази епоха носило името Китинград.
Калето е разположено на ридче със заравнена повърхност на около 20 m над реката (633 m). На запад се свързва чрез ниско и широко седло с равнината, в която се съединяват рекичките Осойска, Заяска и Темница и формират Велика. Остатъците от твърдината се забелязват, но не доминират над околността. Под самите стени до 1948 година е била разположена кичевската Саат кула. В подножието на рида, в така наречения Подварош, е музеят Западна Македония в НОВ.
Непосредствено край западното подножие на Калето е минавал старият път от Скупи и Полозите към Лихнида на юг и Прилеп на изток. Вероятно в римско време на рида е изграден крайпътен кастел за контрол на пътя, който оцелява до края на античността. Открити са групова находка от монети, закопани в средата на III век и единични монетни находки от IV и VI век, които са в Археологическия музей в Скопие. В 1929 година са намерени 302 сребърни сръбски и венециански монети от XIV век, които са отнесени в Народния музей в Белград.
Твърдината обхваща повърхност от 1,5 ha. Зидовете са дълги 440 метра и има пет кули. По повърхността има фрагменти от керамични съдове и градежен материал. Градът е имал три реда стени – единият обхващал Долния град, вторият крепостта, а акрополът е бил на мястото на Паметник костницата, при чийто строеж останките му са до голяма степен унищожени. Останалата част на крепостта е по-добре запазена.

## История
Градът е споменат в грамота на император Василий II Българоубиец от 1020 година като Кицава (την Κιτσαβην). В XI век е спомената крепост Китава (καστρον Κιτταβα). В 1257 година за кратко градът попада в Сърбия, а в 1282 – 1295 година сръбският крал Стефан II Милутин окончателно завладява Кичево от Византийската империя. Споменаванията в XIII век са Кицава (την Κιτσαβην, της Κιτσαβς) и Кичава (въ Кичаве). В 1265 година се споменава „от Кичаво“, а в 1300 година „от Кичаве“.
Градът остава под сръбска власт до 1385 година, когато е завладян от османците. През османската епоха Китино кале служи за седалище властите. В 1468 година градът е споменат като Кирчова и в селището имало 217 къщи, а в крепостта 14 стражари. В 1519 година крепостта имала 20 войници.
Около 1850 година твърдината губи ролята си и е напусната, а на населението му е позволено да използва камъните от нея за строителство. След като Кичево попада в Сърбия в 1913 година, на калето е построен паметник на крал Петър I Караджорджевич. По време на Втората световна война, когато градът е под италианска окупация, присъединен към Албания, на калето име паметник на Скендербег. След войната в комунистическа Югославия е изграден паметник на партизанката Олга Мицеска, премахнат в 60-те години на XX век. В 1965 година на калето е построен Паметник костница на комунистическите партизани.